# Publix
Publix is een Amerikaanse supermarktketen met hoofdkantoor in Lakeland, Florida.
De handelsonderneming biedt werk aan meer dan 250.000 mensen op 1.366 locaties (14 februari 2024). De supermarkten bevinden zich in de staten Florida (864), Georgia (211), Alabama (90), South Carolina (69), Tennessee (57), North Carolina (54), Virginia (20) en Kentucky (1).
Publix is een van de weinige supermarktketens in de Verenigde Staten met meer dan 1200 locaties in het zuidoosten.

## Geschiedenis
De oprichter van het bedrijf is George W. Jenkins. Hij opende de eerste Publix in Winter Haven in 1930. In 1934 was de omzet reeds $120.000. In 1935 opende hij een zogenaamde Economy Food Store. Jenkins overleefde de economisch moeilijke tijden gedurende de Tweede Wereldoorlog en in 1945 nam hij 19 supermarkten over van de All American-keten.
In 1951 verplaatste Jenkins het hoofdkantoor naar Lakeland in Florida. In 1959 was Publix in midden-Florida de belangrijkste supermarkt en werd het verkoopgebied uitgebreid naar het zuiden van Florida. In 1963 opende de eerste winkel in Miami en in 1974 in Jacksonville. De eerste supermarkt buiten Florida werd in 1991 geopend in Savannah (Georgia) en in 1993 opende de eerste winkel in de staat South Carolina, hierna volgden Tennessee en Alabama.